# Комуністична партія Болівії
Комуністична партія Болівії (КПБ; ісп. Partido Comunista de Bolivia, CPB) — політична партія в Болівії, яка дотримується марксистсько-ленінської ідеології.

## Передісторія створення
Утворення перших соціалістичних гуртків у Болівії почалось із 1912 року. Після жовтневої революції в Росії у соціалістичному середовищі почали з'являтись комуністичні групи (однією з перших стала група «Комуністична молодь», створена 1920), в середині 1920-х почала видаватись перша комуністична газета «Червоний прапор», яка поширювалась серед членів робітничих профспілок. За часів періоду реакції у роки Чакської війни комуністи наразились на репресії.
Після утворення Лівої революційної партії (ісп. Partido de Izquierda Revolucionaria, ЛРП) існував інтернаціоналістичний рух, на базі якого й оформилась Комуністична партія Болівії. На початкових етапах комуністи активно боролись із троцькістською ідеологією, як у межах ЛРП, так і в робітничому русі.

## Історія
КПБ було створено 17 січня 1950 року групами комуністів, які вийшли з ЛРП. Засновниками КПБ були: Серхіо Альмарас Пас, Хосе Перейра, Віктор Уго Лібера, Маріо Монхе, Луїс Бальйон Санхінес, Хорхе Бальйон Санхінес, Хорхе Овандо Санс, Нестор Табоада й інші. Одразу після створення КПБ була заборонена урядом Мамерто Урріолагойтіа й до 1952 року діяла у підпіллі. Ситуацію ускладнювала важка внутрішня боротьба між лідерами компартії.
Компартія брала участь у народному повстанні 9 квітня 1952 року, в результаті якого до влади прийшов Революційний націоналістичний рух (РНР; ісп. Movimiento Nacionalista Revolucionario), а президентом став його член Віктор Пас Естенсоро. КПБ підтримала низку прогресивних заходів, вжитих новим урядом, зокрема, націоналізацію олов'яних копалень, аграрну реформу, реформу освіти й запровадження загального виборчого права. Ці дії значно посилили позиції комуністів, хоч вони й не відігравали провідної ролі в революційному процесі. Комуністи зміцнили своє становище у створеному 1952 року Болівійському робітничому центрі, особливо серед гірняків, робітників фабрик і заводів, викладачів і студентів університетів. Великого значення партія надавала розробці положень про необхідність поглиблення демократичних перетворень у Болівії.
З 1951 до 1954 року КПБ провела кілька національних конференцій. Найбільше значення для вироблення політичної лінії партії та її організаційного посилення мала VI конференція КПБ 1954 року. 1955 року з партії було виключено її ідеолога Серхіо Альмараса.
У другій половині 1950-х років Компартія почала активно проводити лінію за формування в країні демократичного національно-визвольного фронту, що було відображено в рішеннях I з'їзду КПБ, який відбувся в Ла-Пасі у квітні 1959 року. З'їзд висунув як головне завдання доведення до завершення антиімперіалістичних та антифеодальних революційних перетворень, створення демократичного уряду національного визволення за керівної ролі в ньому робочого класу.
В той період значно посилились позиції комуністів у профспілковому русі, особливо в шахтарських, заводських, залізничних та будівельних синдикатах; КПБ мала певний вплив і в головній профспілці країни, Болівійському робітничому центрі (БРЦ), виступаючи за єдність його лав і проведення ним незалежної класової політики.
II з'їзд Компартії Болівії (березень-квітень 1964) прийняв «Програмну декларацію та платформу найближчих політичних вимог КПБ», підкресливши, що здійснення завдань народної антиімперіалістичної революції залишається метою болівійського народу.
Компартія виступила проти державного перевороту в листопаді 1964 року. В країні почались репресії проти комруху, була оголошена поза законом діяльність профспілок і прогресивних організацій.
1966 року КПБ підтримала на етапі підготовки партизанську війну, розпочату групою під керівництвом Че Гевари в Болівії, в районі Ньянкауасу. Однак пізніше, після зустрічі лідера Компартії Монхе з командиром повстанців, на якій їм не вдалось дійти згоди з питання про керівництво герильєю, Компартія припинила матеріально-технічну допомогу Армії національного визволення, якою керував Че. Згодом Монхе був змушений емігрувати до СРСР, а пост генерального секретаря КПБ з кінця 1960-х до середини 1980-х років займав Колле Куето. Незважаючи на значну роботу зі збереження внутрішньопартійної єдності, неоднозначність в оцінках перспектив партизанського руху призвели до розмежування позицій всередині партії, ускладнили внутрішньопартійну роботу.
У квітні 1967 року КПБ було заборонено, й тільки після приходу до влади націоналістично налаштованих військовиків (вересень 1969) отримала змогу діяти неприховано, попри те, що закон про її заборону залишався чинним.
Партія підтримала прогресивні, на її думку, заходи урядів генерала Альфредо Овандо Кандіа (1969–1970) й генерала Хуана Хосе Торреса (1970–1971), натомість орієнтовані на США уряди Рене Барр'єнтоса (1964–1969), Гуго Бансера (1971–1978) й Луїса Меси (1979–1980) наразились на її критику.
III партійний з'їзд, що відбувся у червні 1971 року прийняв «Програмні тези КПБ», вказавши на необхідність здійснення під керівництвом робітничого класу народної антиімперіалістичної революції з соціалістичною перспективою.
Після усунення в серпні 1971 року уряду Торреса й приходу до влади полковника Гуго Бансера КПБ знову перейшла на нелегальний стан. У листопаді того ж року комуністи разом з низкою лівих організацій сформували Революційний антиімперіалістичний фронт, який проголосив своєю метою боротьбу з диктатурою, за встановлення народного уряду.
Перебуваючи у підпіллі, у 1970-х роках КПБ дотримувалась курсу на об'єднання демократичних сил. Після скасування заборони політичних партій 1978 року КПБ, Лівий націоналістичний революційний рух та Революційний лівий рух створили коаліцію «Демократична народна єдність» (ДНЄ; ісп. Unidad Democrática Popular). У квітні 1979 року в легальних умовах відбувся IV з'їзд Компартії.
На президентських виборах у червні 1980 року перемогу здобув кандидат від ДНЄ Ернан Сілес Суасо, однак невдовзі стався новий державний переворот, і генерал Гарсіа Меса, який захопив владу, анулював результати виборів та наклав заборону на діяльність політичних партій. За часів його диктатури комуністів жорстко переслідували.
В жовтні 1982 року в країні було відновлено демократію; КПБ підтримала новий уряд на чолі з Сілесом Суасою. Комуністи отримали два пости в кабінеті (міністра праці та гірськорудної й металургійної промисловості). Неспроможність уряду реалізувати свою програму призвела до падіння авторитету лівих сил, в тому числі й компартії.
У лютому 1985 року в Ла-Пасі пройшов V з'їзд КПБ, партію очолив Сілес Реєс. На з'їзді стався розкол (багато в чому спричинений особистими суперечками, а також падінням авторитету компартії в суспільстві): частина комуністів створила окрему Комуністичну партію Болівії V з'їзду (лідер — Барранечеа).
Того ж року КПБ виступила ініціатором створення Об'єднаного фронту народу (ісп. Frente Pueblo Unido), на базі якого 1989 року була утворена коаліція «Об'єднані ліві» (ісп. Isquierda Unida). Весь період з середини 1980-х характеризується перебування обох партій в лавах недовговічних блоків та коаліцій з іншими лівими організаціями. На виборах 1989 Об'єднані ліві набрали лише 7,1 % голосів.
2003 року Національний виборчий суд позбавив Компартію статусу юридичної особи з причини порушення нею положення виборчого закону про наявність певного мінімуму зареєстрованих членів, який КПБ не змогла набрати. Однак партія продовжила свою діяльність, будучи офіційно незареєстрованою.
З 1997 року КПБ зберігає тісні відносини з партією «Рух до соціалізму», виступала з підтримкою його кандидатів на президентських виборах у червні 1997 й червні 2002 року.
На виборах президента 18 грудня 2005 року переміг підтриманий комуністами кандидат від РДС Ево Моралес.
IX з'їзд КПБ, що відбувся у липні 2006 року висловив підтримку прогресивним заходам нового уряду, зокрема націоналізації газових родовищ та зусиллям з ліквідації неписемності й наданню медичних послуг бідним шарам населення. З'їзд закликав народи Болівії, робітників і селян, революційну молодь та інтелігенцію згуртуватись для захисту національної єдності й демократії під лозунгом «Проти реакції, за єдність народів і загальну революцію».

## Організаційна структура
КПБ будується на базі демократичного централізму. Молодіжне крило партії — Комуністична молодь Болівії (ісп. Juventud Comunista de Bolivia, JCB). Друкований орган — газета «Unidad» («Єдність»).

## Керівники КПБ
- Симон Реєс Рівера (1950 — ?)
- Маріо Монхе Моліна («Естаніслао»), 1-й, генеральний секретар КПБ (1954–1967)
- Хорхе Колле Куето, 1-й секретар (1968–1985)
- Симон Реєс Рівера, керівник (1985–1987)
- Умберто Рамірес Карденас, керівник (з липня 1987)
- Маркос Доміч Руїс, генеральний секретар (1985–2003)
- Ібаньєс, 1-й секретар ЦК
- Ігнасіо Мендоса Пісарро (2003–2008)